# Narvalo (série télévisée)
Pour les articles homonymes, voir Narvalo.
 (septembre 2020).
Narvalo est une série télévisée française créée par Matthieu Longatte et diffusée depuis le 14 septembre 2020 sur Canal+.
La série présente de manière décalée et humoristique des discussions et échanges entre groupes d'amis de banlieue. Elle compte trois saisons de sept à huit épisodes, de 12 à 19 minutes chacun.

## Synopsis
Des groupes d'amis, différents selon les épisodes, se racontent leurs dernières mésaventures. Cette série rend hommage aux hommes et aux femmes qui, pour raconter de bonnes anecdotes à leurs amis, sacrifient leurs vies de tous les jours.

## Distribution
- Matthieu Longatte : Fred (5 épisodes)
- Sékouba Doucouré : Moussa (5 épisodes)
- Oscar Copp : Manu (5 épisodes)
- Paul Deby : Ryan (5 épisodes)
- Jules Ritmanic : Flo (4 épisodes)
- Oussen Armando : Mamad (4 épisodes)
- Meledeen Yacoubi : Sofiane (4 épisodes)
- Vincent Pérez : Seb (4 épisodes)
- Déborah Lukumuena : Norah (3 épisodes)
- Rachid Guellaz : Lyès (3 épisodes)
- Samir Decazza : Aziz (2 épisodes)
- Mathilde La Musse : Hanane (2 épisodes)
- Émilia Dérou-Bernal : la mère de Flo / la voisine (2 épisodes)
- Cédric Zimmerlin : l'oncle d'Inès / dr. Arsouy (2 épisodes)
- Slimane Dazi : Nasser (1 épisode)
- Steve Tientcheu : l'agresseur (1 épisode)
- Rabah Nait Oufella : Mehdi (1 épisode)
- Philippine Stindel : Inès (1 épisode)
- Yvan Le Bolloc'h : le père d'Inès (1 épisode)

## Épisodes

### Saison 1
1. Et là, paf contrôle
2. J'accouche et j'te quitte
3. Zbeul
4. Qui veut pécho ?
5. Presque princesse
6. Boulatcho
7. Ça sent la perquise
8. J'ai pris la confiance

### Saison 2
1. Don Juan
2. Expat
3. Révolution
4. CV
5. Tapage
6. L'anesthésié
7. Nuit blanche
8. Dérapage

### Saison 3
1. Tout permis
2. Camisole
3. Sous-location
4. Urgences
5. Le grand voyage
6. La boite - 1ére partie
7. La boite - 2éme partie